# L'Annulaire
Pour l’article homonyme, voir L'Annulaire (film).
L'Annulaire est un roman de Yōko Ogawa.

## Édition
Ce roman assez court (une centaine de pages) est paru au Japon chez Shincho-Sha en 1994 sous le titre original de Kusuriyubi no hyohon, et en France chez Actes Sud en 1999 dans une traduction de Rose-Marie Makino-Fayolle.

## L'histoire
Une jeune femme trouve un emploi de secrétaire dans un curieux laboratoire, dépositaire de spécimènes : les clients y apportent un objet qui est naturalisé et conservé sur place, les délivrant du pénible souvenir qu'il représente pour eux. L'atmosphère paisible mais mystérieuse du lieu, un ancien pensionnat de jeunes filles, ainsi que les trop belles chaussures que lui a offertes son patron, semblent l'envoûter peu à peu. Elle finit par souhaiter un spécimène pour l'accident qui lui arracha un morceau de chair à l'annulaire, lui laissant le souvenir vivace d'un morceau d'elle-même, tombant lentement dans une cuve de limonade.